# 中行説
中行 説（ちゅうこう えつ/ちゅうこう せつ、生没年不詳）は、前漢前期の宦官で、のち匈奴の老上単于の側近として仕えた人物。燕国の人。

## 略歴
中行説は漢の宦官となった。当時の漢の文帝は匈奴の単于に漢の皇族の女を嫁がせ、その匈奴に嫁ぐ女の随行に宦官を選び、その女とともに匈奴の国に送っていた。さらに綿・絹・食物などの贈り物を納めることで匈奴との和親条約を結んでいた。おりしも漢では皇帝の座を狙っていた呂氏を滅ぼしたものの、なお漢を脅かす不平分子の存在は多く、国内安定を最優先せねばならぬ事情もあって、漢の国境を荒らす匈奴との抗争は避けねばならなかった。文帝は、中行説を匈奴に嫁ぐ女の守役として匈奴の国に送り込むことに決めた。中行説は匈奴の国に行くことを拒否したが、漢は行くことを強制した。しかたなく中行説は守役として匈奴の国に行くこととなった。
中行説は漢の朝廷に激しい恨みを抱き、「必ずや、私は漢にとって災いを為す者になるであろう」と言い残した。匈奴の国に着いた中行説は漢と決別して匈奴に帰順することを、当時の匈奴の単于であった老上単于に願い出て、老上の側近となった。側近となるや中行説は、漢からの贈り物をこれ以上受け取ることは匈奴にとって良くないことだと老上に説き、さらに匈奴の欲しいものは漢から略奪すればよいと漢への侵攻をけしかけた。また、単于の側近に書記を教え、人や家畜の数を把握するようになった。匈奴が漢に送る文書の様式や文言は、匈奴がより上位になるように改められた。さらに、自分の後に匈奴の国に送られてきた漢の使者に対しては、漢の朝廷に対する苦言を吐き、その使者が何を言い返しても聞く耳持たずという姿勢を貫いた。これによって匈奴の漢への侵攻が再び深刻化し、言葉どおり中行説が漢に対し災いを為すこととなった。
老上単于が死ぬと、中行説は後継者の軍臣単于に仕えた。